# Велишки рејон
Велишки рејон (рус. Велижский район) административно-територијална је јединица другог нивоа и општински рејон на северозападу Смоленске области, у европском делу Руске Федерације.
Административни центар рејона је град Велиж. Према проценама националне статистичке службе, на подручју рејона је 2014. живело 11.428 становника.

## Географија
Велишки рејон обухвата територију површине 1.473 км² и на 19. је месту по површини међу рејонима Смоленске области. Граничи се са Демидовским и Рудњанским рејонима на југу и истоку, на северу и северозападу су рејони Тверске и Псковске области, док је на западу Витепска област Белорусије. Рејон се протеже у правцу север-југ дужином од 45 км, односно у правцу запад-исток од 60 км.
Преко територије рејона протиче река Западна Двина која је уједно и најважнији хидролошки објекат овог дела области. На месту на којем Западна Двина прелази на територију Белорусије налази се најнижа тачка Смоленске области која лежи на надморској висини од 140 метара. Рељефом рејона доминирају бројна мања језера (углавном ледничког порекла) и мочварне површине.
Под шумама је око половине територије рејона, а доминирају шуме бора и смрче са мањим уделом листопадног дрвећа (углавном брезе).

## Историја
Рејон је успостављен 1927. године и првобитно је био део Лењинградске области. У границама Смоленске области је од 1937. године. Био је кратко расформиран, у периоду 1963—1965. и тада је његова територија присаједињена суседном Демидовском рејону.

## Демографија и административна подела
Према подацима пописа становништва из 2010. на територији рејона је живело укупно 12.248 становника, а од тог броја у граду Велижу је живело око 65% популације. Према процени из 2014. у рејону је живело 11.428 становника, или у просеку 8,31 ст/км².
| 1959. | 1970. | 1989.  | 2002.  | 2010.  | 2014.   |
| ----- | ----- | ------ | ------ | ------ | ------- |
| ---   | ---   | 17.239 | 14.329 | 12.248 | 11.428* |

Напомена: према процени националне статистичке службе.
Административно рејон је подељен на подручје града Велижа (чија територија уједно има статус градске оптине), а који је уједно и административни центар рејона и на још 8 сеоских општина.

## Привреда и саобраћај
Најважније привредне активности на територији су пољопривреда, а посебно је развијено сточарство (месо и млеко) и дрвна индустрија.
Преко територије рејона прелази регионални друмски правац Р133 Смоленск—Невељ и магистрални друм Р131 Велиж—Сењково—Витепск.